# توزی
شهر توزی  در بخش انترن  در ایالت گروبوندان در کشور سوئیس  واقع شده‌است که   ۲٬۵۰۰ نفر جمعیت دارد.